# آوریه (مین-ا-لوار)
آوریه (به فرانسوی: Avrillé) یک کمون در فرانسه است که در من-ا-لوآر واقع شده‌است. آوریه ۱۵٫۸۵ کیلومتر مربع مساحت دارد.

## خواهرخوانده
شهر شوالباخ آم تانوس خواهرخواندهٔ آوریه (مین-ا-لوار) هست.